# Züschen (Fritzlar)
Züschen is een voormalig Waldecks stadje en kern in de gemeente Fritzlar. Züschen ligt ten Noord-Westen van Fritzlar aan de Eder in de Schwalm-Eder-Kreis, in Noord-Hessen. 

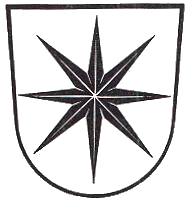
Stadswapen van Züschen
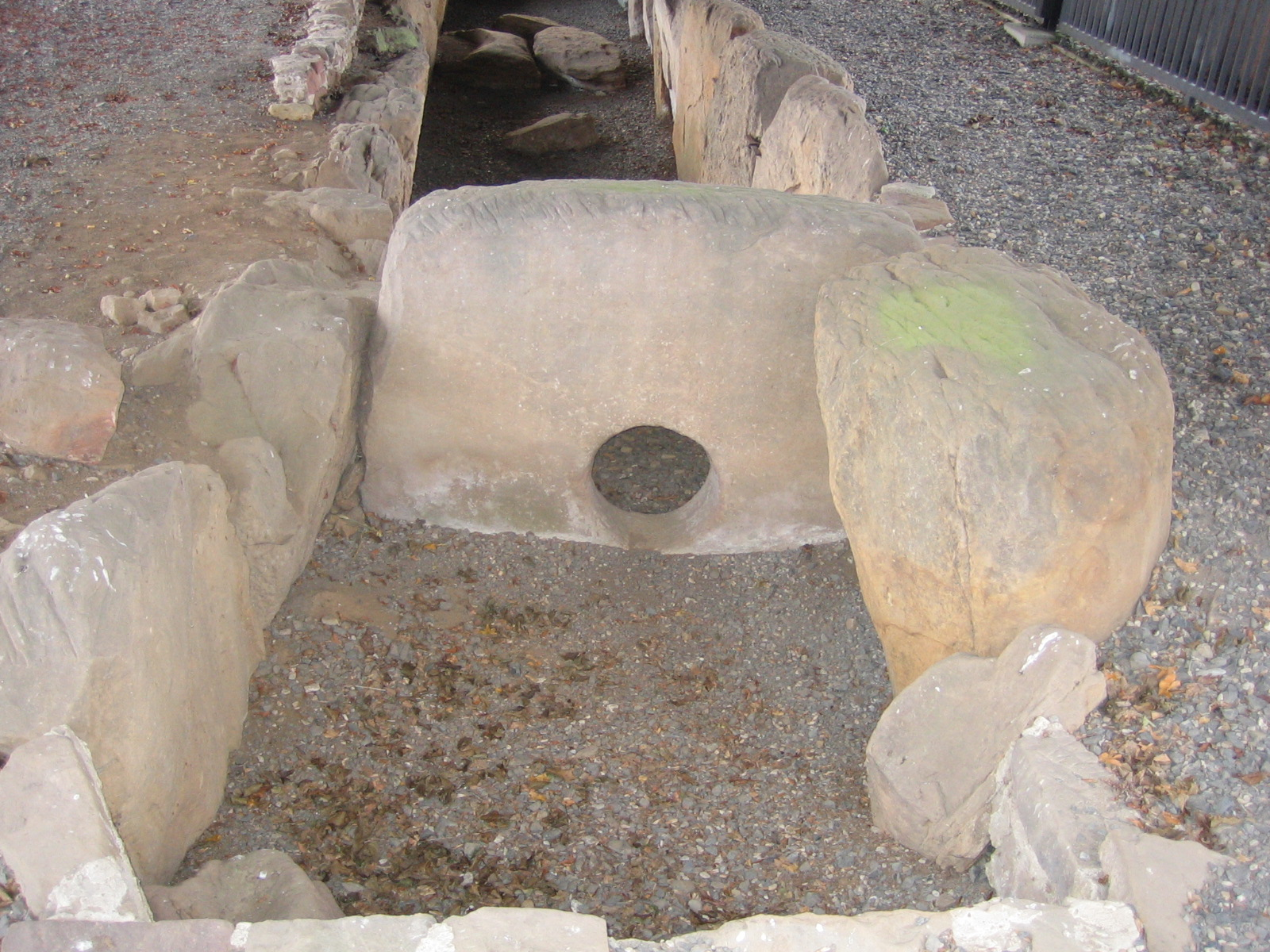
Het "Steinkammergrab" van Züschen
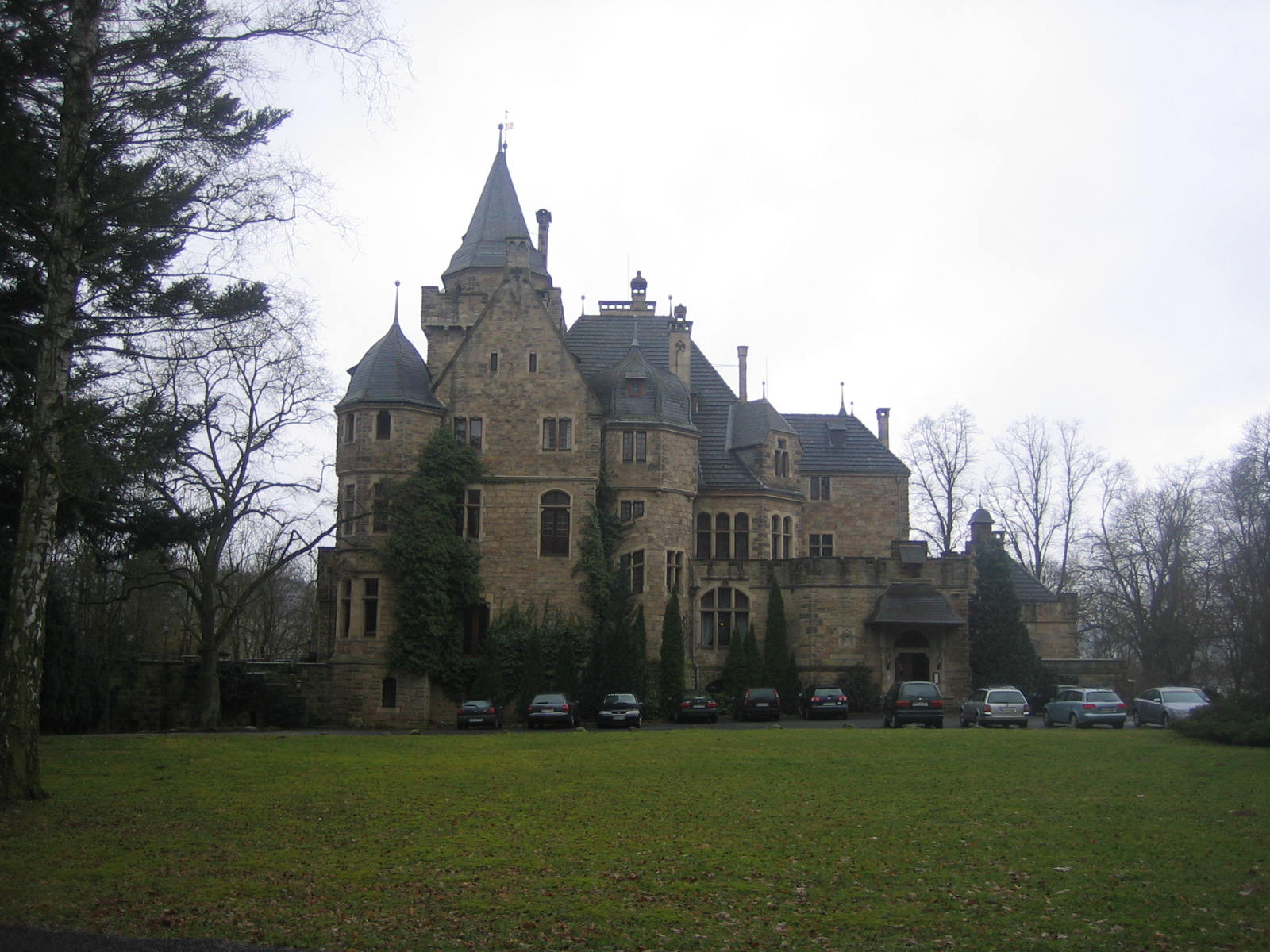
Schloss Garvensburg in Züschen